# Christophe Moreau

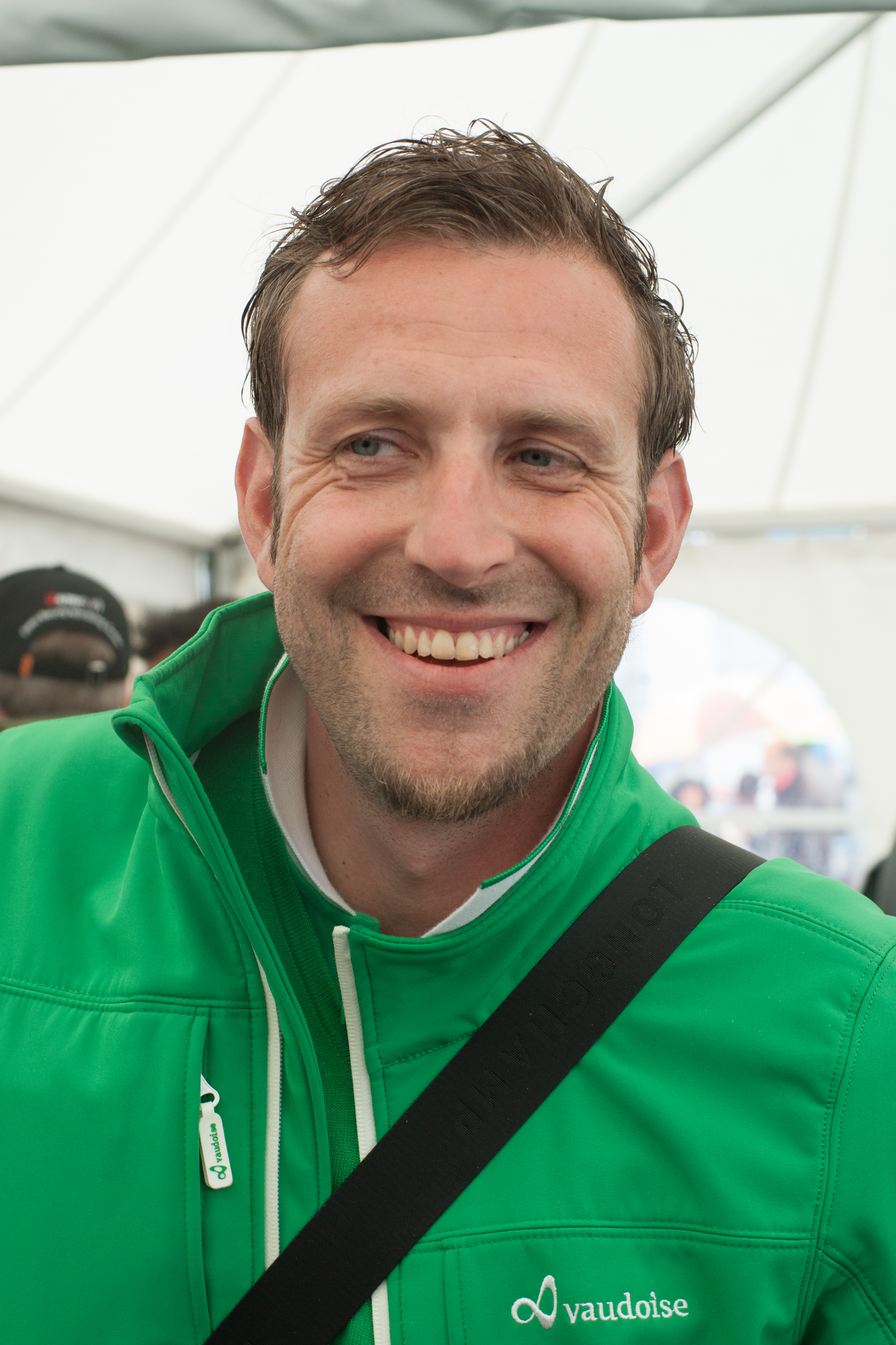
Moreau em 2013

Christophe Moreau (Vervins, 12 de Abril de 1971) é um ciclista profissional francês. Em 1995 profissionalizou-se como ciclista na equipa Festina, onde esteve até 2001. Em 2002 ingressou na Credit Agricole, saindo em 2006 para a Ag2r onde tem alcançado bons resultados.

## Palmarés
1997
- 7º no Critérium du Dauphiné Libéré

1998
- 1º no Crierium Internacional
- 6º no Paris-Nice

1999
- 10º no Giro di Lombardia

2000
- 4º no Tour de France
- 6º no Critérium du Dauphiné Libéré

2001
- 1º no Prólogo do Tour de France
- 1º no Critérium du Dauphiné Libéré

2002
- 3º no Critérium du Dauphiné Libéré

2003
- 1º nos 4 dias de Dunkerque
- 5º no Critérium du Dauphiné Libéré
- 7º no Campeonato de França
- 8º no Tour de France
- 9º na Flèche Wallonne

2004
2005
- 7º no Campeonato de França
- 9º na Volta a Cataluña

2006
- 2º no Critérium du Dauphiné Libéré
- 3º na Volta a Cataluña
- 4º no Campeonato de França
- 4º no Campeonato de França CRI
- 8º no Tour de France